# Sphaerosoma circassicum
Sphaerosoma circassicum is een keversoort uit de familie Alexiidae. De wetenschappelijke naam van de soort werd in 1888 als Alexia circassica gepubliceerd door Edmund Reitter.